# گابریل ایریبارن
گابریل ایریبارن (انگلیسی: Gabriel Iribarren؛ زادهٔ ۶ اوت ۱۹۸۱) یک بازیکن فوتبال اهل آرژانتین است.